# Legio II Augusta

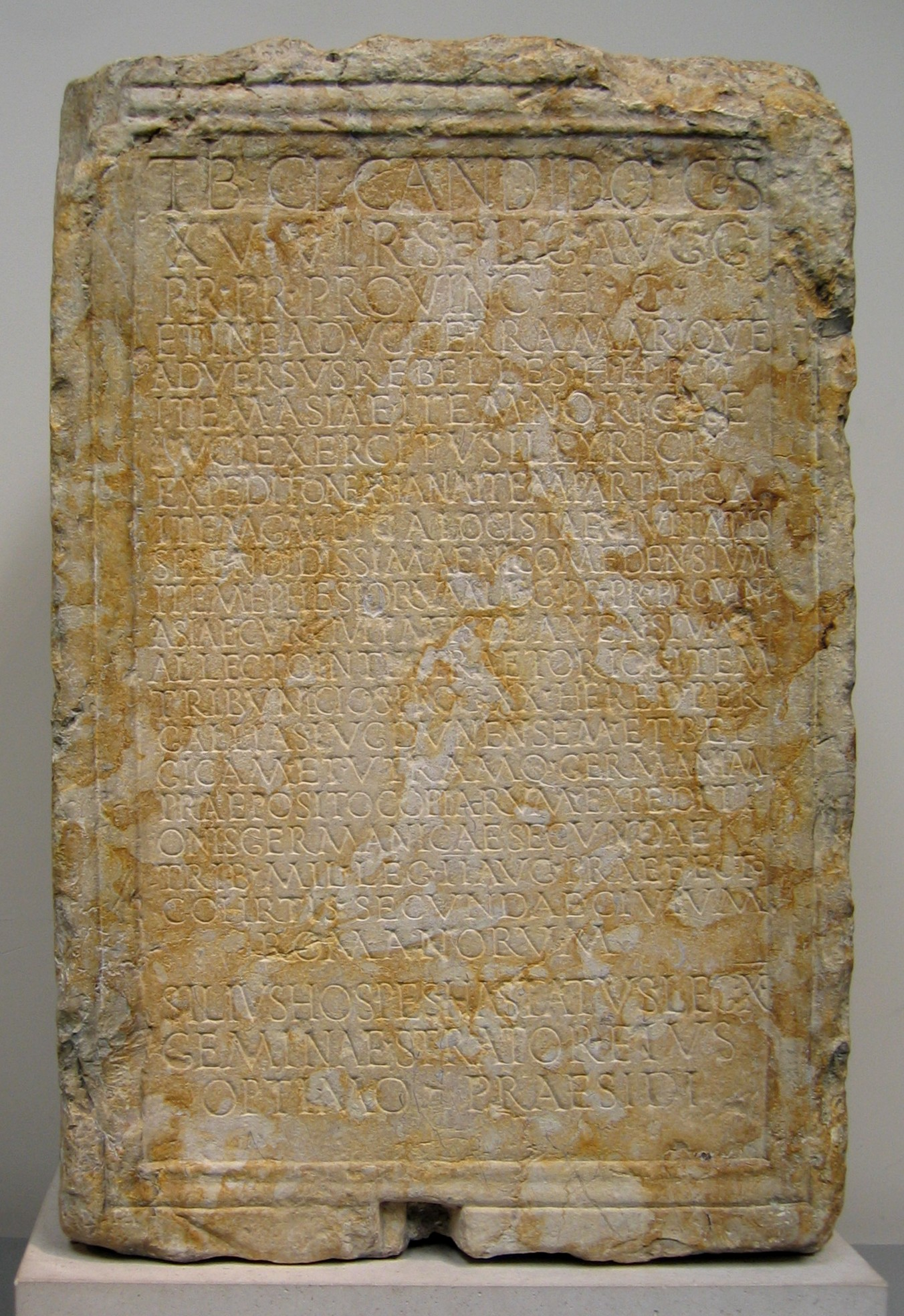
Iscrizione onoraria dedicata a Titus Claudius Candido, che iniziò la sua carriera comeTribunus Militum Angusticlavius nella Legio II Augusta.

La Legio II Augusta era una legione Romana, che, arruolata nel 43 a.C., restò in servizio in Britannia fino al IV secolo. Il suo vessillo era il capricorno.
È stata anche proposta la sua identificazione con la Legio II Gallica; in tal caso il nome completo sarebbe: Legio II Gallica Augusta Britannica Felix.

## Storia
Fu creata da Ottaviano e dal console Gaio Vibio Pansa Cetroniano. Combatté nella battaglia di Filippi e nella battaglia di Perugia. Nel 25 a.C. fu ricollocata in Spagna per combattere nella guerra cantabrica, che portò al definitivo dominio di Roma nella penisola. La Legione fu poi acquartierata nella Spagna Tarraconense. Con la distruzione della XVII legione, della XVIII Legione e della XIX Legione nel 9 d.C. nella battaglia della foresta di Teutoburgo, la II Legione venne spostata in Germania, forse nella regione di Magonza, e dopo il 17 d.C. ad Argentoratae (oggi Strasburgo).

### Invasione della Britannia
La Legione partecipò all'invasione romana della Britannia nel 43 (v. conquista romana della Britannia). Il futuro imperatore Vespasiano la comandò a quel tempo durante la campagna contro la tribù dei Durotrigi.
Sebbene fosse stata sconfitta dai Siluri nel 52, dimostrò di essere una delle migliori Legioni durante la rivolta britannica guidata dalla regina Boadicea. Dopo la sconfitta di quest'ultima, la Legione fu spostata in diverse basi: dal 66 a, circa, il 74 stazionò a Glevum (odierna Gloucester) e poi a Isca Silurum (oggi Caerleon), dove costruì una fortezza di pietra, che sarà occupata dai Legionari fino alla fine del III secolo - inizi del IV secolo. La Legione ebbe anche collegamenti con l'accampamento di Alchester in Oxfordshire.
Nel 122 la II Augusta contribuì a costruire il Vallo di Adriano.
Attorno al 395, secondo la Notitia dignitatum, il Prefetto della II Augusta dipendeva dal Comes litoris Saxonici per Britannias ed era di stanza a Rutupiae.

### Possibile identificazione con laLegio II Gallica
Considerazioni basate su recenti studi stilistici e architettonici condotti sull'arco trionfale di Orange fanno ritenere possibile che questa legione possa corrispondere alla più antica Legio II Gallica.
Qualora si accetti questa identificazione, se ne deve desumere che, negli anni successivi alla morte di Cesare (e quindi ben prima del suo utilizzo nella conquista della Britannia sotto i comandi del futuro imperatore Vespasiano), la Augusta sarebbe stata già impiegata in Gallia per consolidare il controllo romano sulla regione, conquistata anni prima durante le guerre galliche di Giulio Cesare. Ne conseguirebbe quindi anche una notevole retrodatazione della data di fondazione.